# Soutomaior
Soutomaior est une commune de la province de Pontevedra en Espagne située dans la communauté autonome de Galice.

## Monuments et patrimoine
- Château de Soutomaior

## Personnalités liées à la commune
- María Vinyals (1875-1940), dite La Marquise Rouge, écrivaine galicienne engagée dans la défense des droits des femmes est née dans la ville[1].